# Cuncy-lès-Varzy
Cuncy-lès-Varzy là một xã của tỉnh Nièvre, thuộc vùng Bourgogne-Franche-Comté, miền trung nước Pháp.

## Dân số
Theo điều tra dân số 1999 có dân số là 142. Vào ngày 1 tháng 1 năm 2007, dân số ước tính là 150 người.